# Svenska kyrkan i Liverpool
Svenska kyrkan i Liverpool var en av Svenska kyrkans utlandsförsamlingar. 

## Administrativ historik
Församlingen bildades 1883. Den började avvecklas under våren 2008.

## Präster
| Ämbetstid | Namn         | Levnadstid | Övrigt |
| --------- | ------------ | ---------- | ------ |
| 1982–1984 | Warkki Adolf | 1947–      | [ 3 ]  |

## Kyrkor
- Svenska sjömanskyrkan i Liverpool

### Fotnoter
1. 1 2  läs online, www.dagen.se  , läst: 19 juni 2022.[källa från Wikidata]
2. ↑  Erneborg, Therésia (30 april 2008). ”Svenska kyrkan i Liverpool stängs”. Dagen. https://www.dagen.se/nyheter/2008/04/30/svenska-kyrkan-i-liverpool-stangs/. Läst 19 juni 2022.
3. ↑  1920–1922 Styrelsen för svenska kyrkan i utlandet SKUT i Sveriges statskalender 1984